# Fatti e fattacci
Fatti e fattacci è un programma televisivo di varietà trasmesso in quattro puntate nel 1975 (dal 15 febbraio al 15 marzo) in prima serata sul Programma Nazionale e condotto da Gigi Proietti ed Ornella Vanoni. Gli autori erano Antonello Falqui e Roberto Lerici, mentre la regia era di Antonello Falqui. Le musiche originali di Bruno Canfora e le scene di Carlo Cesarini da Senigallia.
Il programma era basato sulle canzoni proposte da Proietti e dalla Vanoni, che interpretavano la parte di due cantastorie che andavano in giro per l'Italia con una compagnia di saltimbanchi fermandosi nella piazza di una città. Ogni puntata era dedicata ad una città italiana. Nelle quattro puntate del programma, le città oggetto delle visite della compagnia di attori girovaghi furono Roma, Milano, Napoli e Palermo. I due conduttori proponevano canzoni della tradizione popolare e canzoni della mala. Del cast faceva anche parte Giustino Durano.
Il programma fu ripreso a colori, anche se all'epoca i telespettatori lo videro comunque in bianco e nero in quanto le trasmissioni televisive a colori della RAI cominciarono solo nel 1977.
Il programma vinse il premio internazionale Rosa d'oro di Montreux per lo spettacolo.